# Szopowe
Szopowe – wieś w Polsce położona w województwie lubelskim, w powiecie biłgorajskim, w gminie Józefów. Leży wśród lasów Puszczy Solskiej, przy drodze powiatowej łączącej Długi Kąt z drogą wojewódzką nr 849.

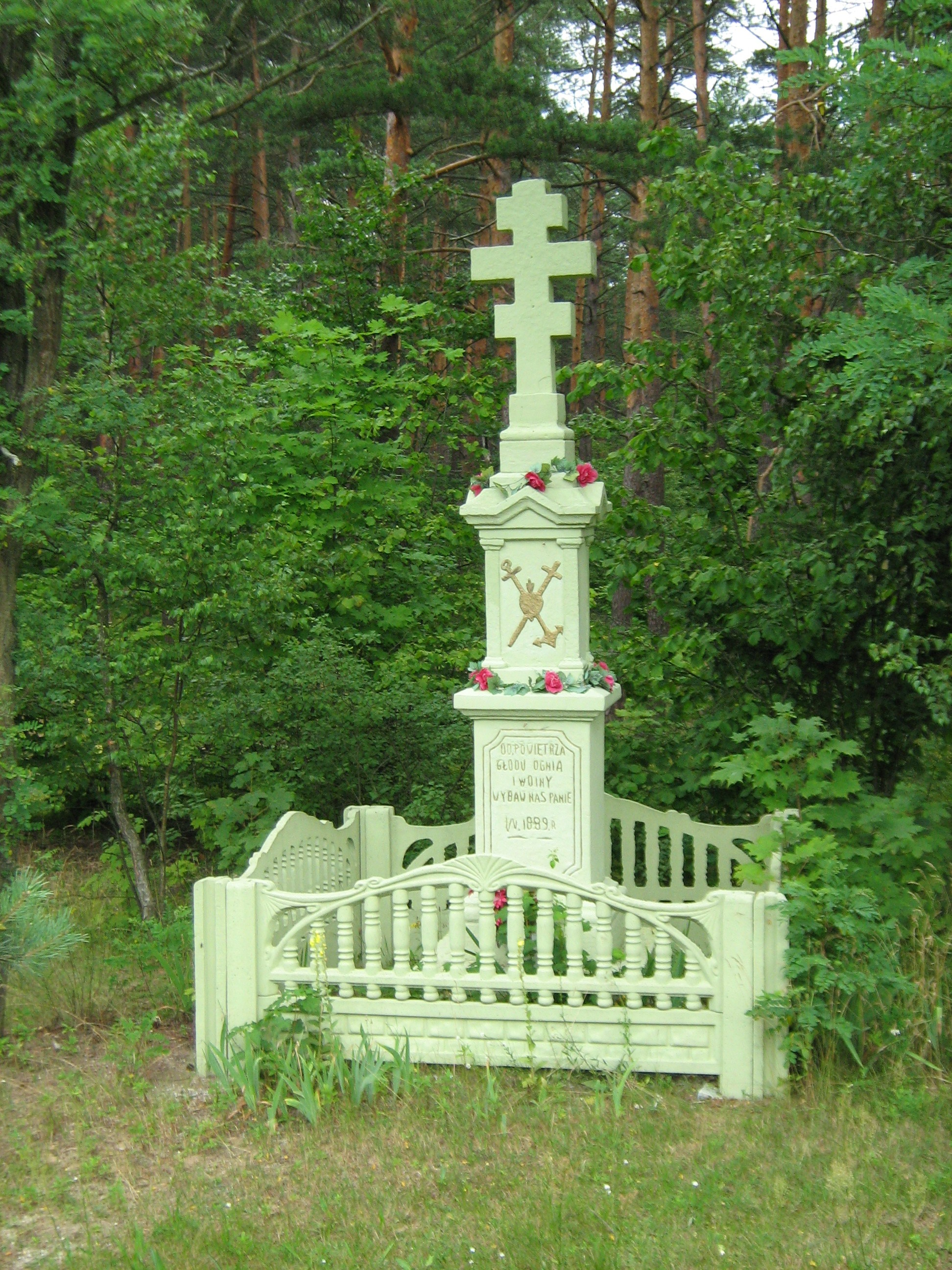
Karawaka w północnej części wsi

W latach 1975–1998 miejscowość położona była w województwie zamojskim.
Wieś jest sołectwem w gminie Józefów. Według Narodowego Spisu Powszechnego z roku 2011 wieś liczyła 134 mieszkańców i była dziesiątą co do liczby ludności miejscowością gminy.
Wierni Kościoła rzymskokatolickiego należą do parafii Niepokalanego Poczęcia Najświętszej Maryi Panny w Józefowie.

## Etymologia nazwy Szopowe
Nazwa miejscowości – Szopowe – pochodzi od prowizorycznych budynków, szop, w których niegdyś mieszkali tutaj robotnicy pracujący w pobliskich kamieniołomach.

## Zabytki
W niewielkiej odległości od Szopowego znajduje się mogiła poległych tu powstańców z 1863 roku.